# Chris Burden

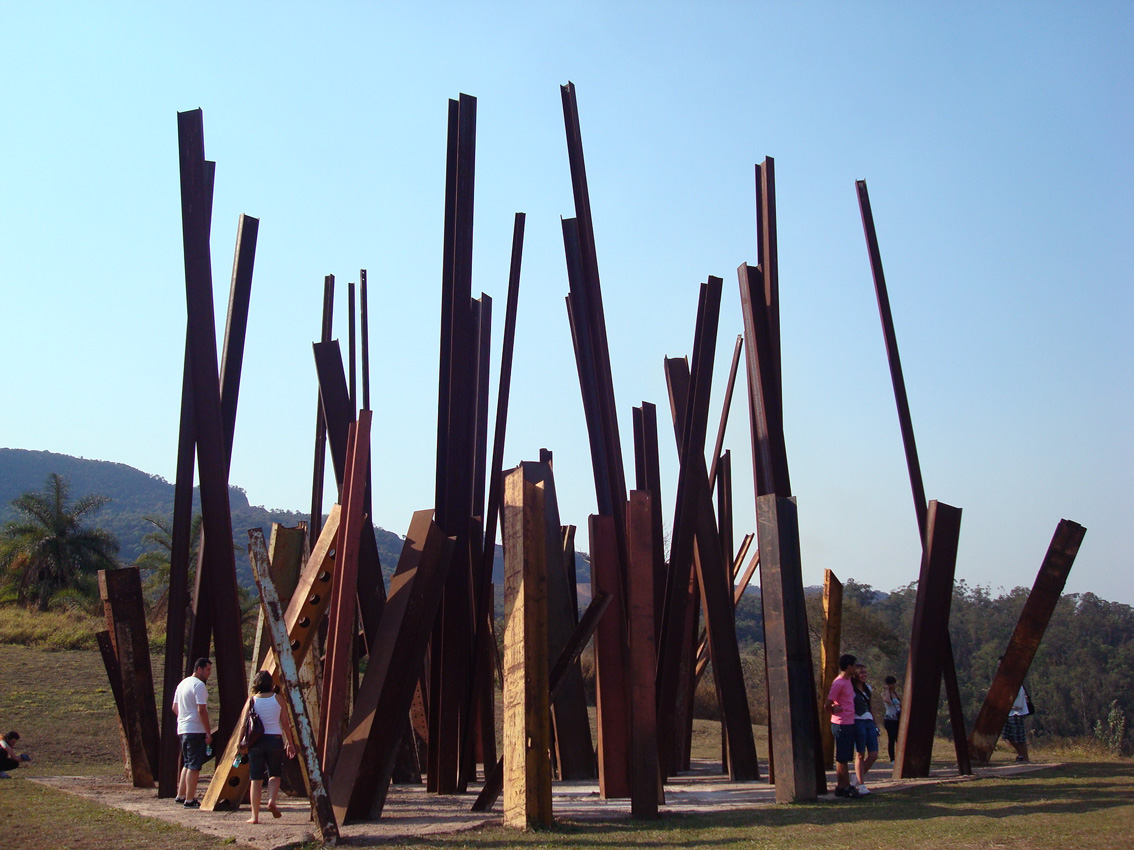
Beam Drop Inhotim

Christopher ("Chris") Burden (Boston, 11 april 1946 – 10 mei 2015) was een Amerikaanse beeldhouwer, performance-kunstenaar, en installatiekunstenaar.

## Leven en werk
Burden studeerde van 1965 tot 1969 architectuur, fysica en kunst aan het Pomona College in Claremont (Californië) en aansluitend van 1969 tot 1971 aan de Universiteit van Californië (UCLA) in Irvine (Californië). Vanaf 1971 was hij als kunstenaar, op een vaak controversiële wijze, werkzaam met bodyart en performances en vanaf 1975 met installatie- en conceptuele kunst.
In 1977 werd hij uitgenodigd voor deelname aan documenta 6 in de Duitse stad Kassel. Hij kreeg in 1996 een overzichtstentoonstelling in het Museum für angewandte Kunst (MAK) in Wenen en in 1999 vertegenwoordigde hij zijn land in het Amerikaanse paviljoen tijdens de Biënnale van Venetië. Hij was van 1978 tot 2005 hoogleraar nieuwe media aan de UCLA.
Burden woonde en werkte met zijn echtgenote, de kunstenares Nancy Rubins, in Los Angeles.

## Enkele werken
- Through the Night Softly (1973), Main Street in Los Angeles
- Trans-fixed (1974), Speedway Avenue in Venice (Californië)
- Fist of Light (1992, Whitney Biennial in New York
- The Flying Steamroller (1996)[3], Kopenhagen
- When Robots Rule: The Two Minute Airplane Factory (1999)][4], Tate Gallery in Londen
- Ghost Ship (2005)[5], van Fair Isle ten noorden van Schotland naar Newcastle upon Tyne
- Beam Drop Inhotim (2008)[6][7], Beeldenpark van het Centro de Arte Contemporânea Inhotim in Brumadinho
- Beam Drop Middelheim (2009)[8], beeldenpark Openluchtmuseum voor beeldhouwkunst Middelheim in Antwerpen
- Urban Light (2009), Los Angeles County Museum of Art in Los Angeles